# فهرست فرماندهان سپاه پاسداران انقلاب اسلامی
این مقاله شامل فهرست فرماندهان سپاه پاسداران انقلاب اسلامی از ابتدا تاکنون است. درجات فرماندهان زیر در ابتدای تصدی مسئولیت‌هایشان است.

## فرماندهان کل سپاه
علی دانش منفرد (موقت) (۹ اسفند ۱۳۵۷ – ۲ اردیبهشت ۱۳۵۸)
1. جواد منصوری (۲ اردیبهشت ۱۳۵۸ – ۵ اسفند ۱۳۵۸)
عباس دوزدوزانی (موقت) (۵ اسفند ۱۳۵۸ – ۲ خرداد ۱۳۵۹)
2. عباس آقازمانی (۲ خرداد ۱۳۵۹ – ۲۷ خرداد ۱۳۵۹)
3. مرتضی رضایی (۲۲ تیر ۱۳۵۹ – ۲۰ شهریور ۱۳۶۰)
4. محسن رضایی (در حین تصدی، درجه سرلشکری دریافت کرد) (۲۰ شهریور ۱۳۶۰ – ۱۹ شهریور ۱۳۷۶)
5. سرلشکر پاسدار سید یحیی صفوی (۱۹ شهریور ۱۳۷۶ – ۱۰ شهریور ۱۳۸۶)
6. سرلشکر پاسدار محمدعلی جعفری (۱۰ شهریور ۱۳۸۶ – ۱ اردیبهشت ۱۳۹۸)
7. سرلشکر پاسدار حسین سلامی (۱ اردیبهشت ۱۳۹۸ – ۲۳ خرداد ۱۴۰۴)
8. سرلشکر پاسدار محمد پاکپور (۲۳ خرداد ۱۴۰۴ – اکنون)

## معاونان هماهنگ‌کننده سپاه
رئیس ستاد مرکزی سپاه پاسداران انقلاب اسلامی
…
- رضا سیف‌اللهی (۱۳۶۲ – ۱۳۶۳)
- یوسف فروتن (۱۳۶۳)

ستاد مرکزی سپاه از سال ۱۳۶۳ زیر نظر فرمانده کل سپاه شکل گرفت. در خرداد ۱۳۶۵ به منظور اداره نیروهای سه‌گانه، «ستاد مرکزی» تبدیل به «ستاد کل» شد.
- علیرضا افشار (آبان ۱۳۶۳ – ۱۳۶۶)[۲]
- محمد فروزنده (۱۳۶۶ – ۳۱ شهریور ۱۳۶۸)
- محمدباقر ذوالقدر (در حین تصدی، درجه سرتیپی دریافت کرد) (۳۱ شهریور ۱۳۶۸ – ۲۵ دی ۱۳۷۰)

از ۲۵ دی ۱۳۷۰ «ستاد کل سپاه پاسداران انقلاب اسلامی» به «ستاد مشترک سپاه پاسداران انقلاب اسلامی» تغییر نام داده شد.
1. سرتیپ پاسدار محمدباقر ذوالقدر (۲۵ دی ۱۳۷۰ – ۲۲ شهریور ۱۳۷۶)
2. سرتیپ پاسدار حسین علائی (۷ مهر ۱۳۷۶[۴] – ۲۹ تیر ۱۳۷۹)
3. دریادار پاسدار علی‌اکبر احمدیان (۲۹ تیر ۱۳۷۹ – ۲۹ شهریور ۱۳۸۶)
4. سرتیپ پاسدار سید محمد حجازی (۲۹ شهریور ۱۳۸۶ – ۷ اسفند ۱۳۸۶)

از ۷ اسفند ۱۳۸۶ جایگاه ریاست ستاد مشترک سپاه به «معاونت هماهنگ‌کنندهٔ سپاه پاسداران انقلاب اسلامی» تبدیل گردید.
1. سرتیپ پاسدار سید محمد حجازی (۷ اسفند ۱۳۸۶ – ۲ خرداد ۱۳۸۷)
2. سرتیپ پاسدار جمال‌الدین آبرومند (۲ خرداد ۱۳۸۷ – ۲۷ تیر ۱۳۹۷)
سرتیپ پاسدار حسین سلامی (سرپرست) (۲۷ تیر ۱۳۹۷[۶] – ۱ شهریور ۱۳۹۷)
3. دریادار پاسدار علی فدوی (۱ شهریور ۱۳۹۷[۷] – ۲۶ اردیبهشت ۱۳۹۸)
4. سرتیپ پاسدار محمدرضا نقدی (۲۶ اردیبهشت ۱۳۹۸ – اکنون)

## فرماندهان نیروی زمینی سپاه
1. سید یحیی صفوی (شهریور ۱۳۶۴[۸] – اردیبهشت ۱۳۶۵)
2. علی شمخانی (اردیبهشت ۱۳۶۵[۹] – شهریور ۱۳۶۷)
سید یحیی صفوی (سرپرست) (شهریور ۱۳۶۷[۱۰] – ۲ مهر ۱۳۶۸)
3. مصطفی ایزدی (در حین تصدی، درجه سرتیپی دریافت کرد) (۲ مهر ۱۳۶۸ – ۲۱ تیر ۱۳۷۱)
4. سرتیپ پاسدار محمدعلی جعفری (۲۱ تیر ۱۳۷۱ – ۲۹ مرداد ۱۳۸۴)
5. سرتیپ پاسدار احمد کاظمی (۲۹ مرداد ۱۳۸۴ – ۱ بهمن ۱۳۸۴)
6. سرتیپ پاسدار محمدرضا زاهدی (۱ بهمن ۱۳۸۴ – ۲۲ تیر ۱۳۸۷)
7. سرتیپ پاسدار محمدجعفر اسدی (۲۲ تیر ۱۳۸۷ – ۹ اردیبهشت ۱۳۸۸)
8. سرتیپ پاسدار محمد پاکپور (۹ اردیبهشت ۱۳۸۸ – ۲۸ خرداد ۱۴۰۴)
9. سرتیپ پاسدار محمد کرمی (۲۸ خرداد ۱۴۰۴ – اکنون)

## فرماندهان نیروی هوایی سپاه
1. موسی رفان (۱۳۶۴ تا ۴ اردیبهشت ۱۳۶۹)
2. سرتیپ پاسدار حسین دهقان (۴ اردیبهشت ۱۳۶۹ تا ۲۸ دی ۱۳۷۰)
3. سرتیپ محمدحسین جلالی (۲۸ دی ۱۳۷۰ – ۸ آبان ۱۳۷۶)
4. سرتیپ پاسدار محمدباقر قالیباف (۸ آبان ۱۳۷۶ – ۱۳۷۹)
5. سرتیپ پاسدار احمد کاظمی (۳۱ خرداد ۱۳۷۹ – ۳ شهریور ۱۳۸۴)
6. سرتیپ پاسدار محمدرضا زاهدی (۳ شهریور ۱۳۸۴ – ۱ بهمن ۱۳۸۴)[۱۱][۱۲]
7. سرتیپ پاسدار حسین سلامی (۱ بهمن ۱۳۸۴ – ۱۲ مهر ۱۳۸۸)

## فرماندهان نیروی هوافضای سپاه
از مهر ماه سال ۱۳۸۸ «نیروی هوایی سپاه» به «نیروی هوافضای سپاه» تغییر یافت.
1. سرتیپ پاسدار امیرعلی حاجی‌زاده (۱۲ مهر ۱۳۸۸ – ۲۳ خرداد ۱۴۰۴)
2. سرتیپ پاسدار سید حسین موسوی افتخاری (۲۴ خرداد ۱۴۰۴ – اکنون)

## فرماندهان نیروی دریایی سپاه
1. حسین علائی (شهریور ۱۳۶۴[۱۰] – ۲ دی ۱۳۶۹)
2. دریادار علی شمخانی (۲ دی ۱۳۶۹ – ۵ شهریور ۱۳۷۶)
3. دریادار پاسدار علی‌اکبر احمدیان (۵ شهریور ۱۳۷۶ – ۲۹ تیر ۱۳۷۹)
4. دریادار پاسدار مرتضی صفاری (۲۹ تیر ۱۳۷۹ – ۱۳ اردیبهشت ۱۳۸۹)
5. دریادار پاسدار علی فدوی (۱۳ اردیبهشت ۱۳۸۹ – ۱ شهریور ۱۳۹۷)
6. دریادار پاسدار علیرضا تنگسیری (۱ شهریور ۱۳۹۷[۷] – اکنون)

## فرماندهان نیروی قدس
1. احمد وحیدی (در حین تصدی، درجه سرتیپی دریافت کرد) (۱۳۶۷ – ۱۳۷۶)
2. سرتیپ پاسدار قاسم سلیمانی (در حین تصدی، درجه سرلشکری دریافت کرد) (۱۳۷۶ – ۱۳ دی ۱۳۹۸)[۱۳]
3. سرتیپ پاسدار اسماعیل قاآنی (۱۳ دی ۱۳۹۸ – اکنون)

## رئیسان سازمان بسیج مستضعفین
از ۱۴ تیر ۱۳۵۹ ستاد بسیج مستضعفین به سپاه پاسداران پیوست.
1. امیر مجد (۱۴ تیر ۱۳۵۹ – آذر ۱۳۶۰[۹])
2. احمد سالک (آذر ۱۳۶۰[۹] – ۱۳۶۲[۱۴])
احمدرضا اخوان (سرپرست) (۱۳۶۲)[۱۴]
3. محمدعلی رحمانی (۲۷ بهمن ۱۳۶۲[۹] – ۱۲ دی ۱۳۶۸)

از سال ۱۳۶۹، «واحد بسیج مستضعفین» به «نیروی مقاومت» ارتقا یافت.
1. علیرضا افشار (در حین تصدی، درجه سرتیپی دریافت کرد) (۱۲ دی ۱۳۶۸ – ۲۰ اسفند ۱۳۷۶)[۱۵]
2. سرتیپ پاسدار سید محمد حجازی (۲۰ اسفند ۱۳۷۶ – ۲۹ شهریور ۱۳۸۶)
سرلشکر پاسدار محمدعلی جعفری (سرپرست) (۲۹ شهریور ۱۳۸۶ – ۲۲ تیر ۱۳۸۷)
3. حسین طائب (۲۲ تیر ۱۳۸۷ – ۱۲ مهر ۱۳۸۸)

از ۱۲ مهر ۱۳۸۸ ساختار «نیروی مقاومت» به «سازمان بسیج مستضعفین» تغییر پیدا کرد.
1. سرتیپ پاسدار محمدرضا نقدی (۱۲ مهر ۱۳۸۸ – ۱۷ آذر ۱۳۹۵)
2. سرتیپ پاسدار غلامحسین غیب‌پرور (۱۷ آذر ۱۳۹۵ – ۱۱ تیر ۱۳۹۸)
3. سرتیپ پاسدار غلامرضا سلیمانی (۱۱ تیر ۱۳۹۸ – اکنون)